# PicoBSD
PicoBSD — это минимальный дистрибутив FreeBSD, операционной системы из семейства BSD. В различных вариациях PicoBSD позволяет вам организовать маршрутизатор или dial-in сервер, а также создать загрузочные версии FreeBSD для различных аппаратных систем. PicoBSD может помещаться на одной стандартной дискете 1.44MB, также возможно использование флеш-памяти или загрузки по сети (через PXE).
Гибкость FreeBSD и доступность исходных текстов позволяет, используя PicoBSD, легко и эффективно решать типовые (и не очень) задачи:
- создания бездисковой рабочей станции;
- создания файервола, маршрутизатора (например для доступа в интернет);
- создания встраиваемого контроллера (использующий флеш-память или EEPROM);
- создания демонстрационного диска;
- и многие другие.

В данный момент PicoBSD включена в комплект исходных файлов FreeBSD..
Начиная с FreeBSD 5 появилась более гибкая и мощная система для создания образов под названием NanoBSD.